# Volvo 7900
Der Volvo 7900 ist ein niederfluriger Linienbus des schwedischen Nutzfahrzeug-Herstellers Volvo. Das Modell ist Nachfolger des Volvo 7700 und wurde zwischen Oktober 2011 und Dezember 2023 gebaut. Die Karosserien der Baureihe 7900 wurden – analog des größeren Volvo 8900 – von Carrus in Breslau (Polen) produziert. Der 7900 war als Linienbus für Stadt- und Regionalbusverkehr ausgelegt. Es gab ihn auch als dreiachsigen Gelenkbus.

## Technische Daten
Die Volvo Group stellt für den europäischen Markt seit 2014 keine Stadtbusse mit reinem Verbrennerantrieb mehr her. Daher waren ab diesem Zeitpunkt nur noch Versionen mit parallelem Hybridantrieb und später mit elektrischem Antrieb (Batteriebus) verfügbar.

### Motoren
- Dieselmotor Volvo D9B 260, 310 PS, 360 PS (Produktion beendet)
- Erdgasmotor Volvo G9B 300 (Produktion beendet)
- Die Hybridbusse wurden mit einem schwächeren Dieselmotor und einem Elektromotor ausgerüstet: Reihenvierzylinder-Dieselmotor Volvo D5K 240 (177 kW, 240 PS) mit Common-Rail-Einspritzung (bis 2013 D5F 215, 161 kW, 219 PS) sowie einem Elektromotor Volvo I-SAM (150 kW max.)[2]

### Modellversionen

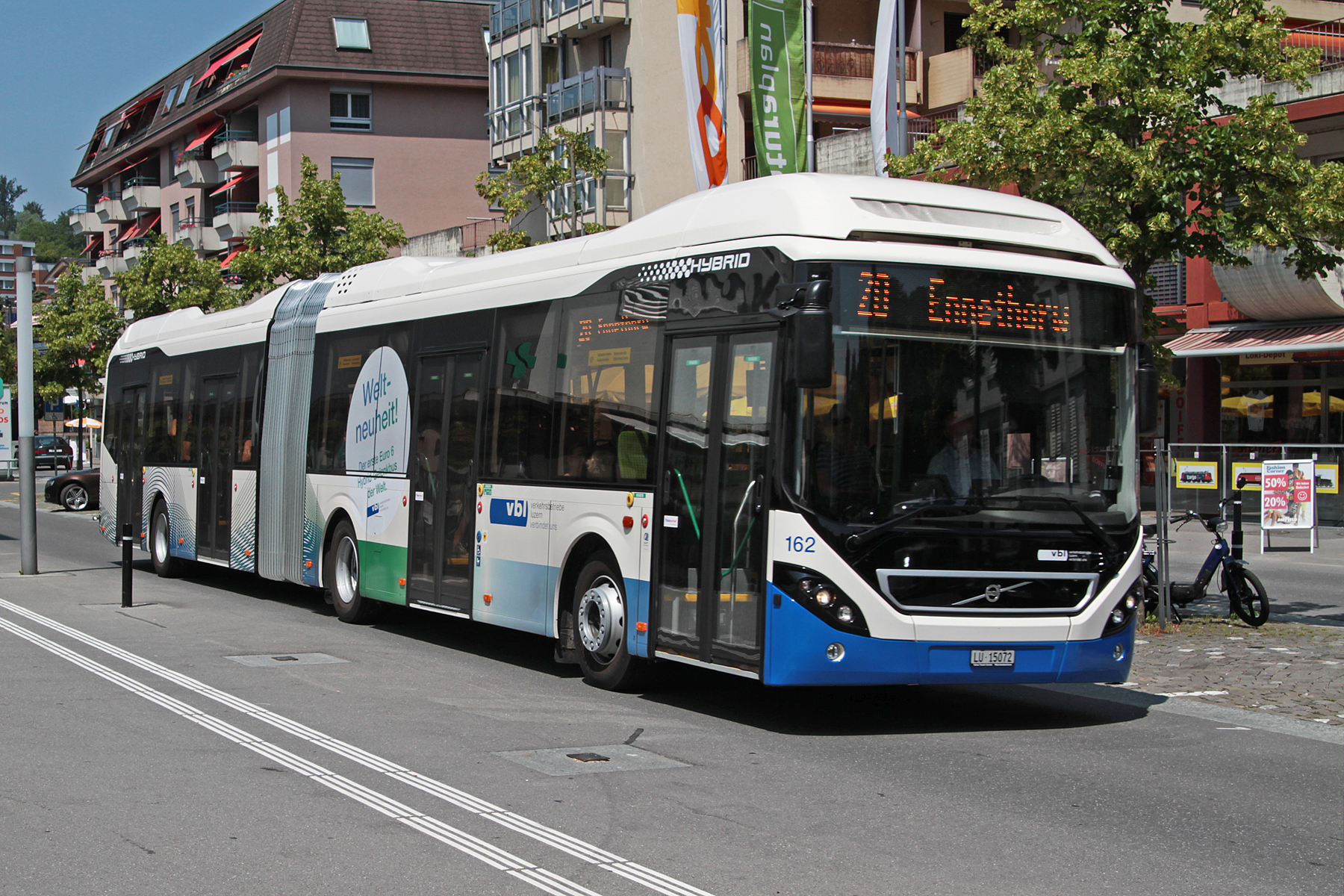
Ein Volvo 7900 A als Hybrid-Gelenkbus bei den Verkehrsbetrieben Luzern

Der Volvo 7900 war in folgenden Versionen verfügbar, hierbei werden die über 18 m langen Gelenkbusse als 7900A (A für Articulated = Gelenkbus) bezeichnet:
- Volvo 7900 Hybrid: 10,6 m Länge, 3280 mm Höhe, 2 Achsen mit 4450 mm Achsstand
- Volvo 7900 Diesel: 12,0 m Länge, 2866 mm Höhe, 2 Achsen mit 5945 mm Achsstand
- Volvo 7900 CNG: 12,0 m Länge, 2866 mm Höhe, 2 Achsen mit 5945 mm Achsstand
- Volvo 7900 Hybrid: 12,0 m Länge, 3280 mm Höhe, 2 Achsen mit 5945 mm Achsstand
- Volvo 7900 Electric Hybrid: 12,0 m Länge, 3280 mm Höhe, 2 Achsen mit 5945 mm Achsstand
- Volvo 7900 Electric: 12,0 m Länge, 3280 mm Höhe, 2 Achsen mit 5945 mm Achsstand
- Volvo 7900A Diesel: (Gelenkbus) 18,0 m Länge, 2866 mm Höhe an der Front, 3 Achsen mit 5190 mm und 6755 mm Achsstand
- Volvo 7900A CNG: 18,0 m Länge, 2866 mm Höhe, 3 Achsen mit 5190 mm und 6755 mm Achsstand
- Volvo 7900A Hybrid: 18,0 m Länge, 3280 mm Höhe, 3 Achsen mit 5190 mm und 6755 mm Achsstand

Alle Modelle verfügen über eine Wagenkastenbreite von 2550 mm.
Optional konnte der Käufer die Anzahl der Doppeltüren (möglich: vorn, in der Mitte, am Heck) festlegen sowie die Sitze mit Sicherheitsgurten ausstatten lassen.

### Volvo 7900 Electric Hybrid

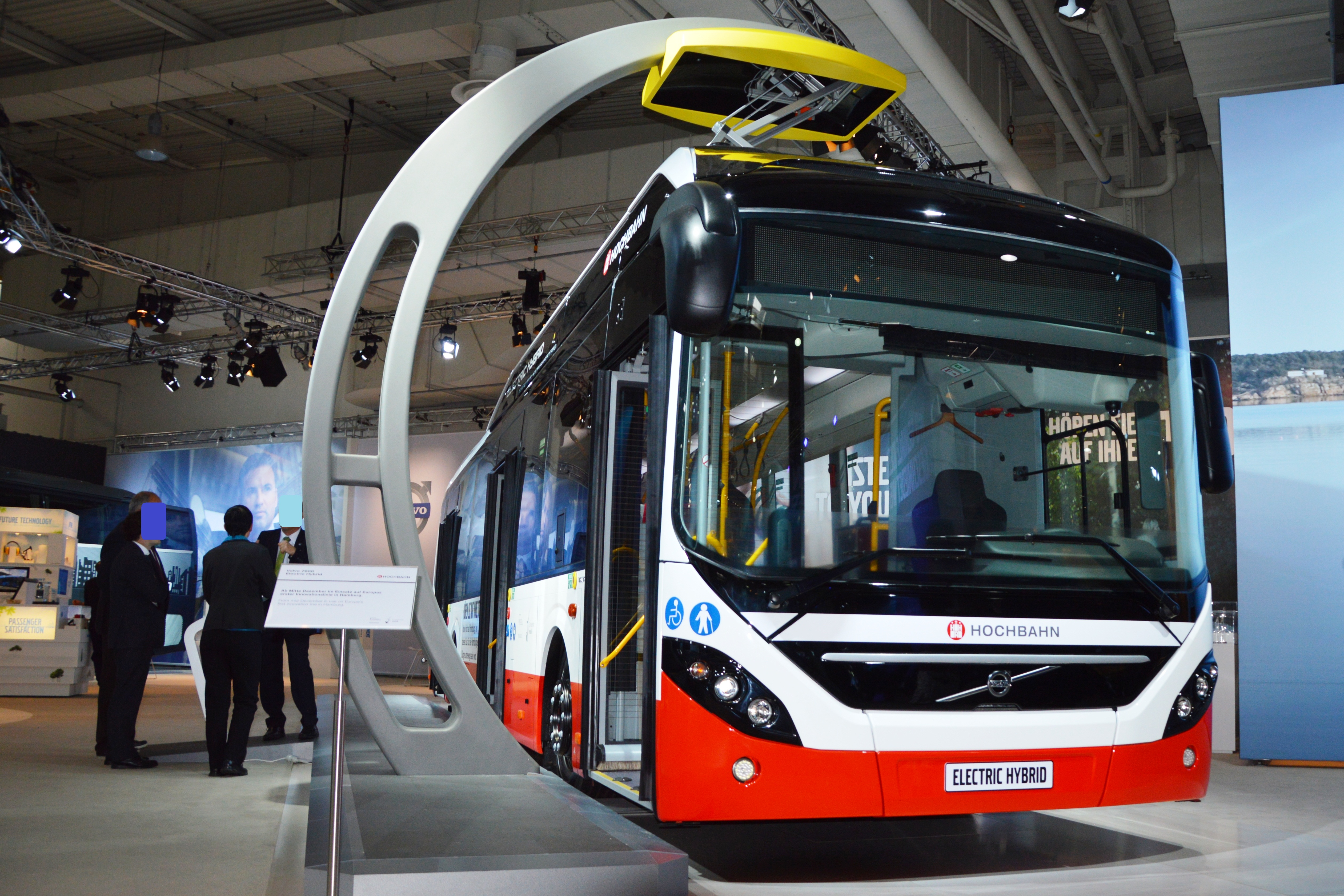
Volvo 7900 Electric Hybrid der Hamburger Hochbahn mit Ladeeinheit

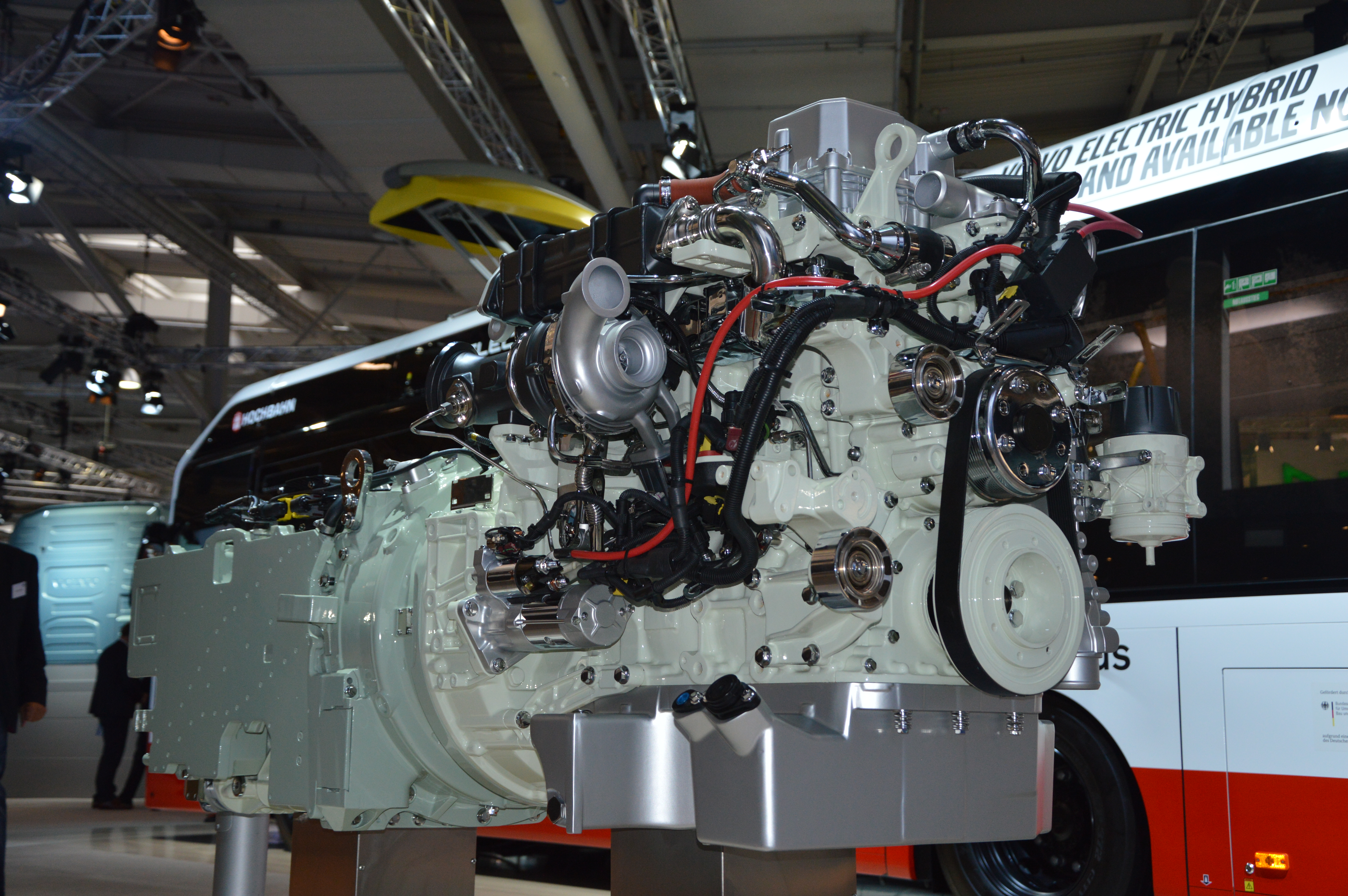
Hybridmotor bestehend aus 4-Zylinder-Dieselmotor und leistungsstarkem Elektromotor

Auf Basis des Volvo 7900 Hybrid wurde eine Erweiterung angeboten, die u. a. eine auf dem Dach montierte Vorrichtung für gelegentliches Laden an Haltestellen enthielt. Sobald ein Bus eine Haltestelle mit Ladestation (Hersteller ABB) erreicht, senkt sich eine an einer Säule am Straßenrand befestigte Ladeeinheit auf die auf dem Dach des Busses montierte Kopplungsstelle. Ein Ladevorgang dauert drei bis sechs Minuten.
Die Busse können zwischen zwei Ladevorgängen bis zu sieben Kilometer leise und emissionsfrei fahren. Dies entspricht nach Angaben des Herstellers etwa 70 Prozent der Strecke einer durchschnittlichen Buslinie in Europa.
Neben der Bremsenergierückgewinnung haben die Hybridbusse für eine höhere Reichweite einen Dieselmotor mit 5,1 statt 9 Liter Hubraum, der die Räder bei ungenügender Akkuladung parallel zum Elektromotor antreibt. Das Fahrzeug sowie das Ladesystem wurden erstmals im September 2014 auf der Internationalen Automobil-Ausstellung der Öffentlichkeit vorgestellt. Das Verkehrsunternehmen Hamburger Hochbahn nahm Mitte Dezember 2014 den ersten Bus dieses Typs auf der „Innovationslinie“ 109 in Betrieb.

### Volvo 7900 E (Electric)

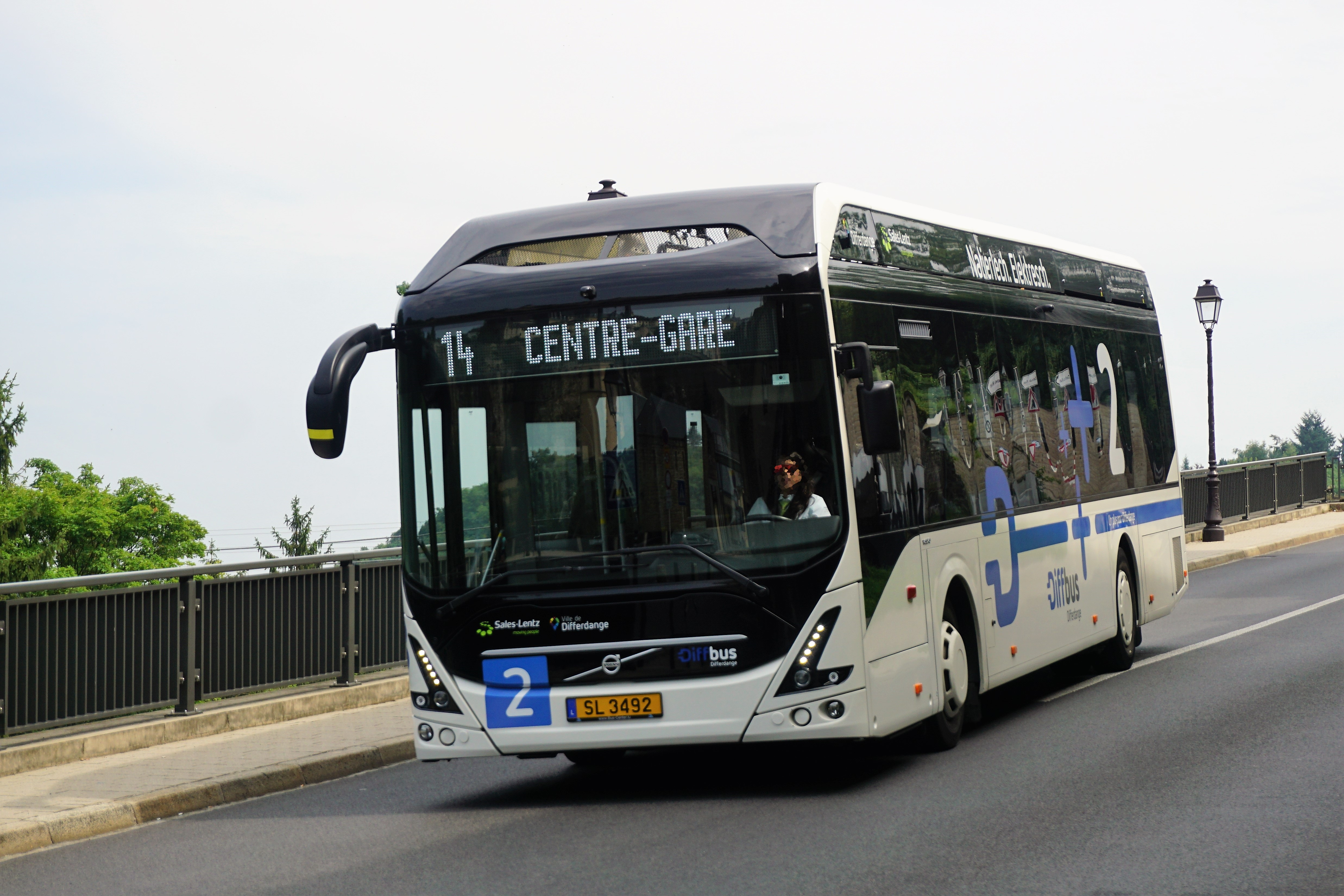
Volvo Electric in Luxemburg

Der Batteriebus 7900 E wurde erstmals im Oktober 2017 auf der Busworld Europe, der internationalen Busausstellung im belgischen Kortrijk, vorgestellt. Der 12 m lange Bus ist mit zwei oder drei Türen ausgestattet und konnte mit drei verschiedenen Batteriekapazitäten geliefert werden: 150 kWh, 200 kWh oder 250 kWh. Die Batterien können durch Schnellladen (sog. OppCharge) oder CCS geladen werden.
Seit Juni 2017 verkehren in der Luxemburgischen Stadt Differdingen vier Volvo 7900 Electric beim Unternehmen Sales-Lentz. Ein erster größerer Kaufvertrag wurde mit der norwegischen Stadt Trondheim abgeschlossen. Bis zum Sommer 2019 lieferte Volvo insgesamt 25 Busse des Modells 7900 E.
An der Nanyang Technological University befindet sich auch der erste fahrerlose Volvo-Elektrobus, der weltweit erste 12-Meter-Bus, während diese im CETRAN (Centre of Excellence for Testing & Research of Autonomous Vehicles) geparkt wurden. Der Bus ist mit dem Einsatz autonomer Fahrzeuge zur Verbesserung der Erreichbarkeit und Konnektivität nach dem erfolgreichen Test von Kleinbussen im Einklang. Er wird auf eine 500 m lange Strecke ausgeweitet, die die Studentenwohnheime mit den wichtigsten akademischen Bereichen verbindet und Teil des Bollore Bluetram ist.